# Labrus
Labrus – rodzaj morskich ryb okoniokształtnych z rodziny wargaczowatych (Labridae), dla której jest typem nomenklatorycznym (rodzaj typowy). W 1822 Feliks Paweł Jarocki zaproponował dla niego nazwę zwyczajową wargacz.

## Zasięg występowania
Wschodnia część Oceanu Atlantyckiego i połączone z nim morza: Śródziemne, Północne, Bałtyckie oraz Morze Czarne.

## Klasyfikacja
Rodzaj opisany przez Karola Linneusza w 1758. Gatunkiem typowym jest Labrus mixtus.
Gatunki zaliczane do tego rodzaju:
- Labrus bergylta – wargacz kniazik[4]
- Labrus merula – wargacz merula[4]
- Labrus mixtus – wargacz tęczak[5]
- Labrus viridis – wargacz zielony[6]

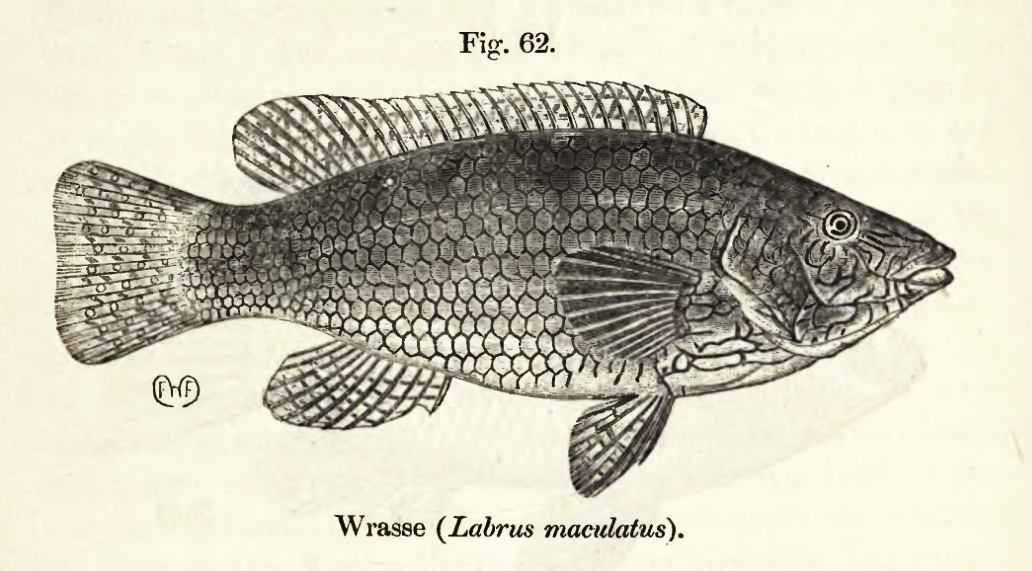
Labrus bergylta
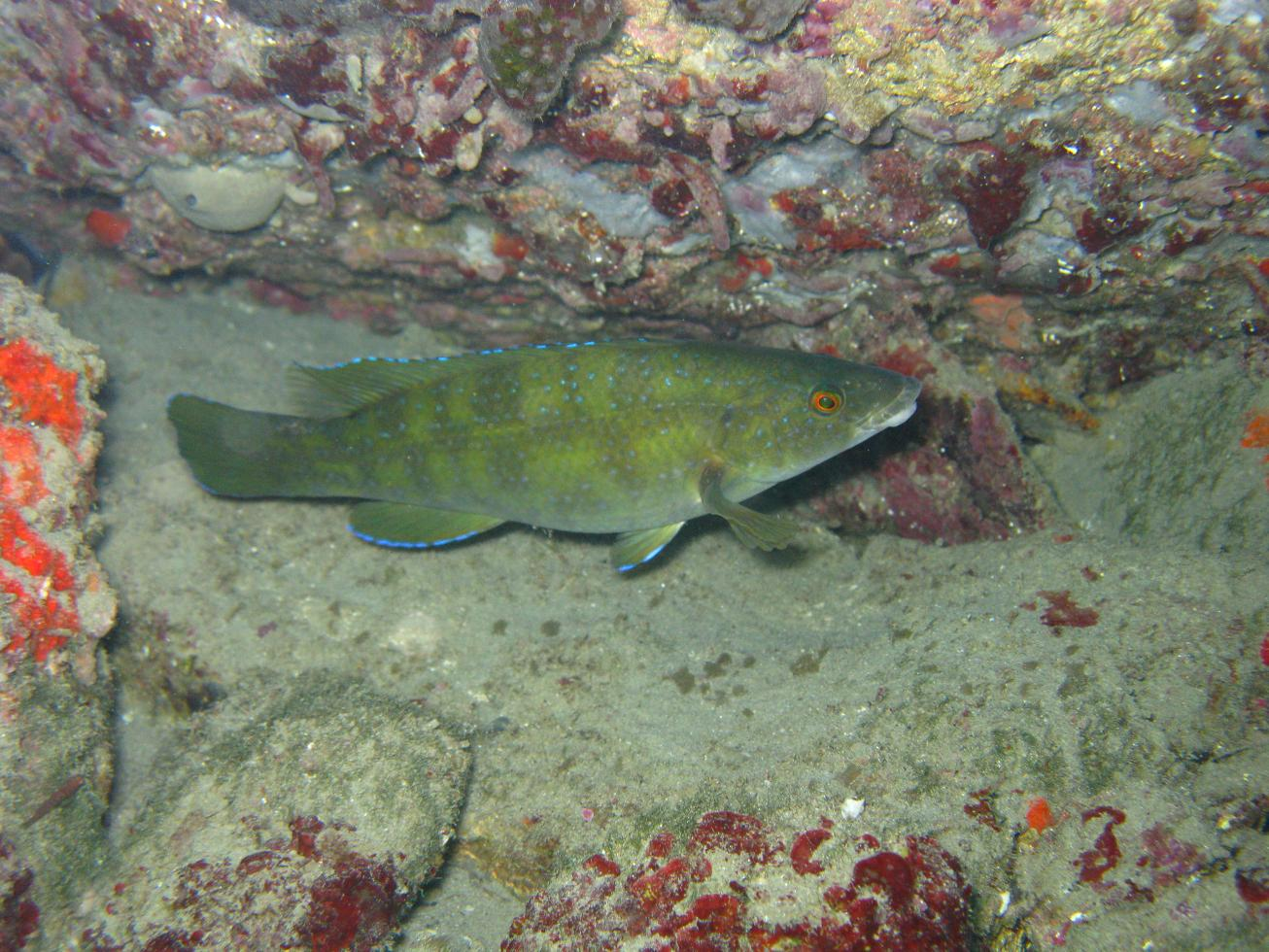
Labrus merula
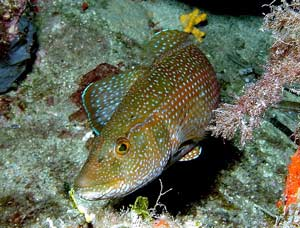
Labrus viridis